# Eupterote mutans
Eupterote mutans är en fjärilsart som beskrevs av Walker 1855. Eupterote mutans ingår i släktet Eupterote och familjen Eupterotidae. Inga underarter finns listade i Catalogue of Life.